# Gyraulus lychnidicus
Gyraulus lychnidicus is een slakkensoort uit de familie van de Planorbidae. De wetenschappelijke naam van de soort is voor het eerst geldig gepubliceerd in 1928 door Hesse.